# Орсомарсо
Орсома̀рсо (на италиански: Orsomarso, на местен диалект Ursumàrzu, Урсумарцу) е село и община в Южна Италия, провинция Козенца, регион Калабрия. Разположено е на 131 m надморска височина. Населението на общината е 1298 души (към 2012 г.).